# Morti nel 362
| Questa pagina contiene informazioni ricavate automaticamente dalle voci biografiche con l'ausilio del template Bio e di un bot. L'aggiornamento è periodico e automatico e ricostruisce completamente la pagina. Se manca una persona in questa lista, sei pregato di non aggiungerla, ma accertati piuttosto che la sua voce biografica contenga il template Bio e che i dati anagrafici siano correttamente compilati. Se il template Bio manca, inseriscilo tu stesso o, in alternativa, metti l'avviso {{tmp\|Bio}} che ne segnala la mancanza. Se i dati riportati sono sbagliati, correggi direttamente la voce biografica; le modifiche saranno visibili in questa lista entro pochi giorni. Per chiarimenti vedi il progetto biografie. La lista contiene solo le 9 persone che sono citate nell'enciclopedia e per le quali è stato implementato correttamente il template Bio. Pagina aggiornata al 10 feb 2025. |

- 18 luglio - Emiliano di Durostoro, santo romano
- 7 agosto - Donato d'Arezzo, vescovo e santo romano
- 22 ottobre - Teodoreto di Antiochia, santo siriano
- 22 dicembre - Flaviano di Montefiascone, romano
- Basilio di Ancira, vescovo ariano greco antico
- Paolo Catena, funzionario romano
- Doroteo di Tiro, vescovo (n. 255)
- Sant'Evasio, vescovo italiano
- Saturnino di Arles, vescovo franco